# XEV YoYo
La XEV YoYo è un quadriciclo elettrico prodotto a partire dal 2021 dalla casa automobilistica italo-hongkonghese XEV.

## Storia

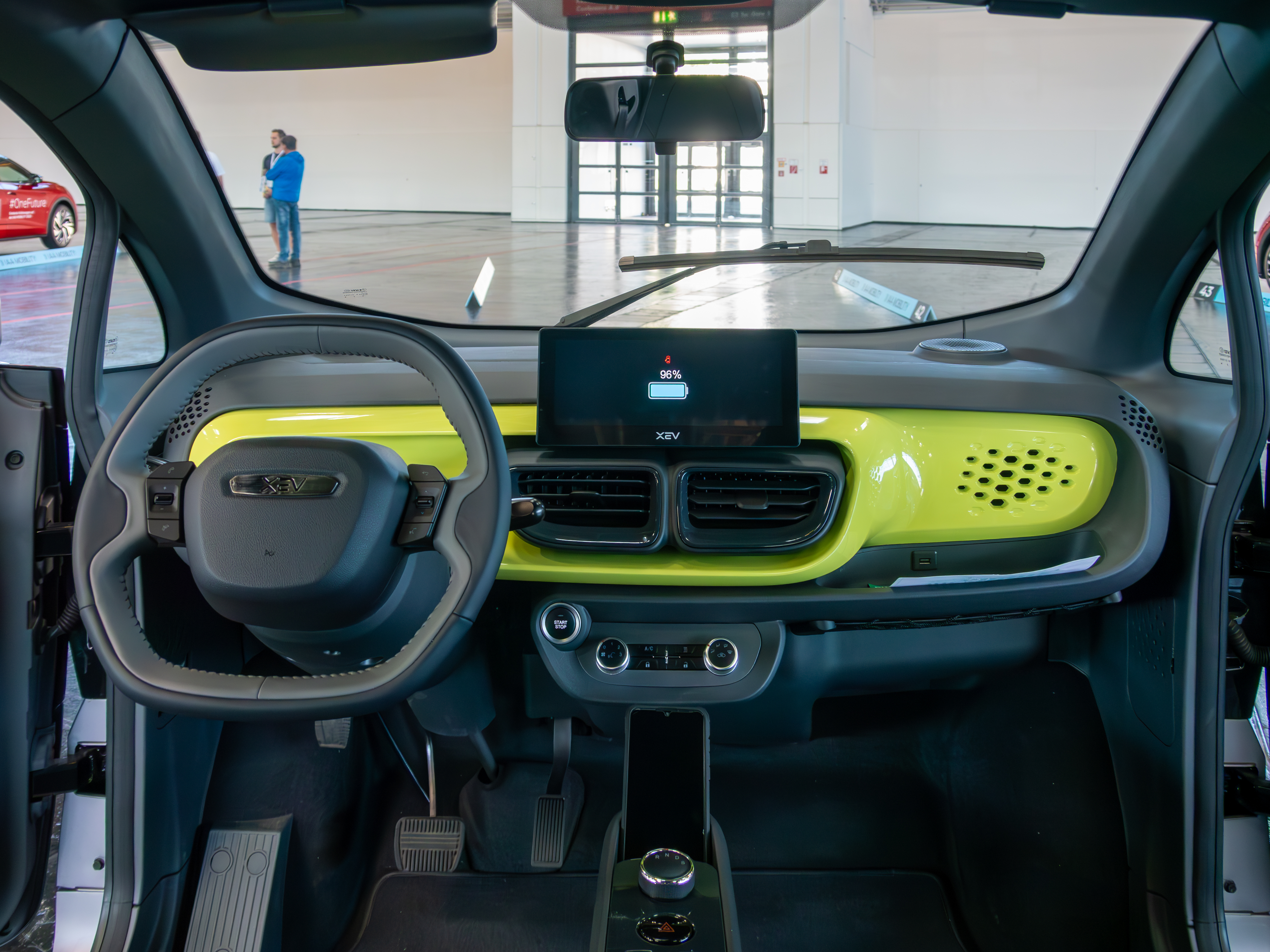
Interni

L'ideazione della Yoyo da parte della startup di Hong Kong XEV è iniziata nel 2016, con il primo concept della vettura presentato durante il Salone del Parco del Valentino di Torino nel giugno 2019.
A dicembre 2019 è stato presentato un modello pre-serie dell'autovettura, caratterizzato dalla costruzione di molte parti in plastica attraverso un processo di realizzazione tramite una stampante 3D. 
Il modello definitivo per la produzione in serie è stato presentato a settembre 2021 al salone di Monaco di Baviera. La produzione della Yoyo è iniziata a settembre 2021 presso lo stabilimento XEV di Shanghai in Cina, destinato principalmente alla vendita nei mercati dell'Europa occidentale. Per semplificare e velocizzare l'assemblaggio, la vettura si compone in tutto di sole 57 parti.

## Informazioni tecniche
Ad alimentarla c'è un motore elettrico trifase con potenza da 11 kW (potenza continua 7,5 kW), che le permette di raggiungere una velocità massima di 80 km/h. Con un peso a vuoto di circa 450 kg (peso totale consentito 836 kg); ciò la fa rientrare nella classe dei quadricicli pesanti L7e.
Una caratteristica peculiare della Yoyo è la possibilità di sostituire il set di accumulatori al litio-ferro-fosfato da 72 volt: quando sono scarichi, vengono estratti da un apposito vano posto dietro il portatarga e sostituiti con set di accumulatori già carichi, il tutto effettuato in alcuni minuti. In Italia in collaborazione con ENI, sono state allestite alcune stazioni per la sostituzione rapida delle batterie. Il pacco accumulatori, che è suddiviso in tre batterie, ha una capacità complessiva di 10,5 kWh e consente un'autonomia stimata di circa 150 km nel ciclo cittadino. Ricarica dal 30% al 100% attraverso una presa domestica o da colonnina in meno di 4 ore. 
La XEV Yoyo, che è omologata come quadriciclo pesante, grazie a una larghezza di 1,5 m può ospitare nell'abitacolo due posti, uno accanto all'altro. Il design della Yoyo si caratterizza per la forma monovolume, con ampie superfici curve in vetro (utilizzato anche per la realizzazione delle portiere) e dotata di fari con luci a LED.
La dotazione standard comprende l'aria condizionata, ABS, tetto panoramico in vetro, alzacristalli elettrici, sistema multimedia costituito da un display digitale da 7″ fornito di due altoparlanti stereo e quattro freni a disco, ma è assente il servosterzo. Il bagagliaio posto dietro i sedili può contenere fino a 180 litri.